# فكرى بطرس

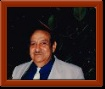
فكري بطرس

فكرى بطرس مؤرخ موسيقي ولد في الإسكندرية في 2 أبريل 1925 وتوفى بالولايات المتحدة في 31 يوليو 2003.

## الجوائز
حائز علي جائزة الجدارة من الرئيس المصري محمد أنور السادات 1979
	نبذة من مؤلفات
الاغنية الوطنية في مختلف العصور 	2 الطبعات التي نشرت في 1963 بـالعربية والتي متوفرة في 11 المكتبات في جميع أنحاء العالم
فنانو الإسكندرية 3 الطبعات التي نشرت في 1964 بـالعربية والتي متوفرة في 21 المكتبات في جميع أنحاء العالم
من أعلام المسرح الغنائي في مصر 3 الطبعات التي نشرت في 1966 بـالعربية والتي متوفرة في 23 المكتبات في جميع أنحاء العالم
أغاني النصر 2 الطبعات التي نشرت في 1975 بـالعربية والتي متوفرة في 21 المكتبات في جميع أنحاء العالم
أعلام الموسيقى والغناء العربي 2 الطبعات التي نشرت في 1976 بـالعربية والتي متوفرة في 32 المكتبات في جميع أنحاء العالم